# Giuseppe Di Lello Finuoli
Giuseppe Di Lello Finuoli este un om politic italian, membru al Parlamentului European în perioada 1999-2004 din partea Italiei. 
1. ↑  Deputații în Parlamentul European